# Tom Bimmermann
Tom Bimmermann (født 26. december 1971 i Luxembourg) er en luxembourgsk komponist, pianist og dirigent.
Bimmerman studerede klaver og kompostion på Musikkonservatoriet i Utrecht (1980-1992), og direktion på Mozarteum i Salzburg (1993-1996). Han har skrevet 2 symfonier, orkesterværker, kammermusik, klaverstykker, filmmusik, sidstnævnte som han nok er mest kendt for. Han er medlem af Selskabet for Kommerciel Musik i Luxembourg.

## Udvalgte værker
- Symfoni nr. 1 (198?) - for orkester
- Symfoni nr. 2 (1989-1991) - for strygeorkester, pauker og slagtøj
- Symfonisk Muse (2008) - for orkester
- Intermezzo (1999) - for strygorkester
- Verso (2009) - filmmusik
- Monster Kids (2008) - filmmusik